# Clima árido cálido
El clima árido cálido, desértico cálido o sahariano es un tipo de clima árido que posee una temperatura media anual superior a los 18 °C y precipitaciones inferiores a 250-300 mm aproximadamente. Según la clasificación climática de Köppen, está definida como BWh, donde B=clima seco, W=desierto (del alemán Wüste) y h=caliente (heiß). Es el tipo de clima más extenso, ocupando el 14.2% del área terrestre del mundo, y aproximadamente la sexta parte de la población de la Tierra vive en regiones desérticas.
Hay gran insolación, del orden del 80 a 90% del periodo diurno. En el desierto del Sahara la insolación es la mayor del mundo, con un 97 a 98%. Es común poseer más de 300 días soleados al año.
Este clima se sitúa especialmente en las tierras bajas y se origina por la actividad de la llamada cresta subtropical a una latitud de 30° sur y norte, es decir, debido a la zona de alta presión, propia del sistema de circulación atmosférica (Célula de Hadley) que trae el aire muy seco desde la alta atmósfera.
Hay dos subtipos principales del clima BWh: el clima árido tropical y el subtropical.

## Clima tropical árido
El clima tropical árido o árido tropical pertenece a los desiertos calientes y se caracteriza por tener una temperatura media anual por encima de los 24 °C, con veranos particularmente calurosos y prolongados. 
Estos desiertos son los polos de calor de la Tierra y, al menos en verano, experimentan las temperaturas más altas del mundo. Las temperaturas medias máximas generalmente superan los 40 °C y de más de 45 °C en partes de África y  Oriente Próximo. Es por esto que es fácil notar la presencia de aire tropical muy caliente y muy seco en mapas que representan masas de aire y temperaturas. En estas regiones, los registros de calor absolutos a menudo exceden los 50 °C . En grandes áreas del Sahara y Arabia, así como en una pequeña parte del Sind en Pakistán, hay un promedio de más de 100 días por año con más de 40 °C (por ejemplo, más de 130 días en In Salah (Sahara argelino) a 27° de latitud y 293  m de altitud. Al mismo tiempo, la humedad relativa promedio es muy baja, a menudo por debajo del 10%, especialmente en las horas más calurosas y en las partes más continentales. Junto con las altas temperaturas, esta humedad relativa muy baja es una fuente de evaporación intensa.
No hay un invierno marcado, la temperatura diaria promedio del mes más frío nunca es inferior a 10 °C, aunque mínimas nocturnas pueden ser de alrededor de 0 °C en aquellos desiertos donde debido a la fuerte radiación infrarroja nocturna emitida por la Tierra en un aire muy seco y bajo un cielo despejado.  El único desierto que realmente podría describirse como eternamente caluroso, con una temperatura promedio muy alta tanto en invierno como en verano, es el desierto de Afar, ubicado debajo del nivel del mar en la frontera entre la Etiopía y Eritrea, y las temperaturas medias anuales son las más altas en el mundo: entre 1960 y 1966 anualmente se registró una media de 34.6 °C, 41.2 °C de promedio máximo y 28.2 °C mínimo en Dallol, al noreste de Etiopía, lo que coloca a esta región árida en una situación excepcional que no se alcanza en ningún otro lugar del mundo. Es común encontrar temperaturas medias superiores a los 30 °C al sur de Argelia.

## Clima árido subtropical
El clima subtropical árido o árido subtropical se caracteriza por tener una temperatura media anual entre 18 °C y 24 °C, ausencia de lluvias regulares y gran humedad atmosférica en las áreas litorales. Se produce en latitudes subtropicales en los grandes desiertos. 
En los desiertos costeros como el desierto del Perú, La zona costera del norte de Chile y el desierto del Namib en África, presenta nubosidad y llovizna invernal, por lo que Köppen llamó a este clima costero como clima de garúa y clasificado como BWhn, en donde la "n" indica la niebla frecuente. También ha sido llamado clima peruano o clima desértico marino. Aquí la humedad relativa es alta, comúnmente de 75 a 90%, y la insolación baja; en Lima por ejemplo no llega al 30% anual de horas de sol. A pesar de la garúa frecuente, se considera que es un clima hiperárido porque la precipitación total es escasa y está entre 1 y 20 mm anuales aproximadamente.
El clima subtropical árido se encuentra en Argentina en el desierto del Monte. En América del Norte se extiende por el desierto de Sonora y desierto de Chihuahua. En Europa se presenta en pequeñas áreas de España, concretamente en la provincia de Almería y las Islas Canarias. En África está en el desierto del Kalahari y al norte del Sahara. En Asia está en las partes altas relacionadas con la cordillera de Asir de la península arábiga, también al norte de Arabia, en Irak y en desiertos del sur de Asia como el de Thar. En Australia ocupa una gran área que abarca el Gran Desierto de Victoria, Desierto de Gibson, Desierto de Simpson y el Pequeño Desierto Arenoso.

### En Perú

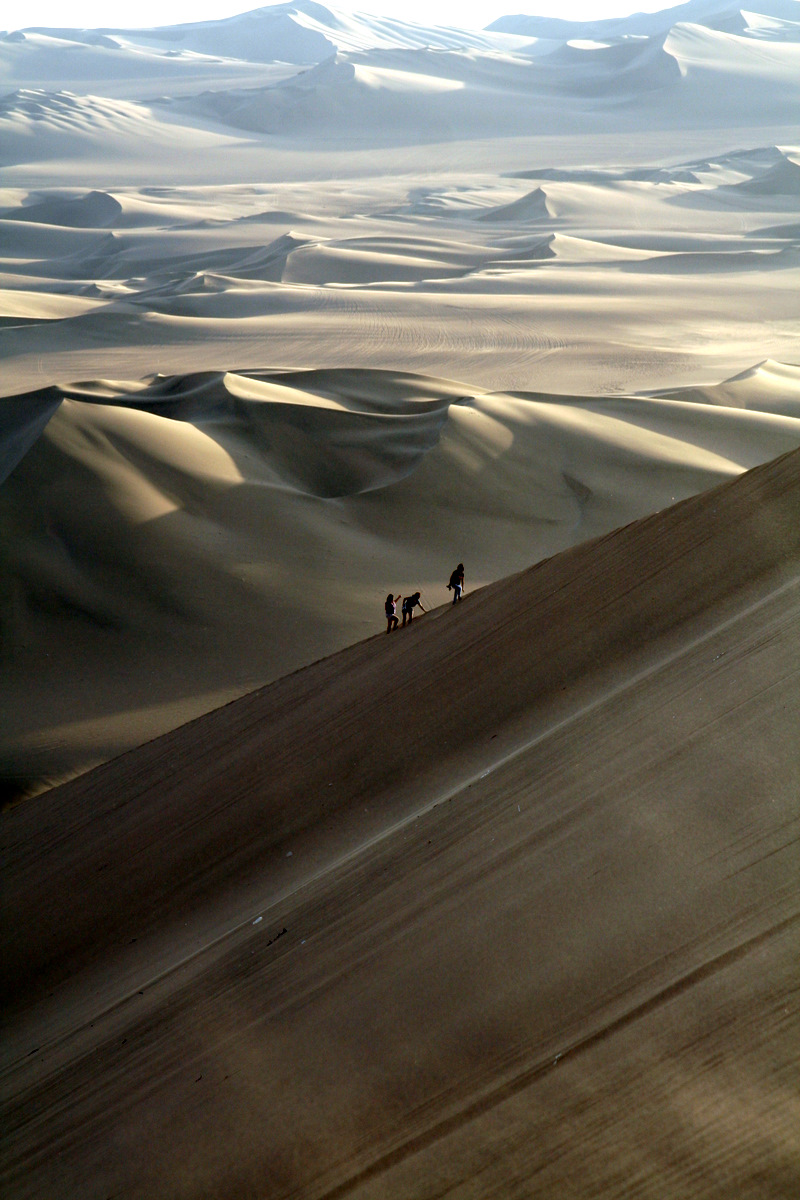
Las dunas de Ica son parte del desierto costero del Perú.

Conforma la mayor parte del territorio costero del Perú, e inicia en el paralelo 5 sur (entre las ciudades de Paita y Talara hasta Tacna y la frontera sur con Chile el cual se extiende en la zona costera hasta la región de Coquimbo 
1.- La Temperatura Atmosférica Durante el verano la temperatura asciende a poco más de 28 °C, mientras que en invierno desciende a 13 °C. La temperatura media anual (18,2 °C) es baja, pues debió ser 25 a 26 °C. por encontrarse el Perú en una zona intertropical.
2.- La Humedad Atmosférica La humedad es excesiva. Esto significa que el aire de la Costa es muy húmedo, pues tiene abundante vapor de agua.
Bajo los 300 m s. n. m., sobre esta región climática, se observa, durante la mayor parte del año, una densa masa de nubes estrato, de color gris oscuro, que ensombrece el ambiente, le resta energía calórica a toda la región y reduce sensiblemente la temperatura ambiental.
Estas nubes estratos se forman por la condensación del vapor de agua que existe en el aire, a consecuencia de su enfriamiento; la condensación se produce debido al Anticiclón del Pacífico Sur, que es una masa de aire frío y seco, y a las aguas frías de la Corriente Peruana o Mar del Perú.
3.- El Fenómeno de Inversión Térmica La presencia del techo de nubes estratos es determinante, pues devuelve al espacio la energía solar que viene con destino a la Costa, dando origen al fenómeno de inversión térmica. Según este fenómeno, la temperatura del aire disminuye con la altitud. En efecto, se observa que encima del techo de nubes la temperatura es de 24 °C., y debajo, 18,2 °C.
4.- El Aire Estable y la Ausencia de Lluvias Regulares Como consecuencia del fenómeno de inversión térmica el aire en esta región es estable, porque es frío y su efecto en el clima es la ausencia de lluvias regulares en la mayor parte de la región. Habría lluvias regulares en la Costa Central y Meridional si el aire fuera inestable, es decir, con alta temperatura y, por tanto, con capacidad para ascender, rompiendo el fenómeno de inversión térmica.
5.- Las Lomas Las nubes estratos cubren a las colinas costeñas cercanas al mar denominadas "lomas", durante los meses de invierno, y las humedece, dando origen al desarrollo de una densa vegetación herbácea, conocida con el nombre de lomas. Las lomas florecen durante la primavera convirtiéndose estas colinas en un enjambre de vida en medio del desierto.
Las lomas más importantes, cercanas a Lima, son las de Lachay, a 105 km al norte de Lima, declaradas por el Estado, Reserva Nacional. En Arequipa destacan las lomas de Atiquipa. Hay, además, muchas lomas entre Trujillo por el Norte y Tacna por el Sur.
6.- Las Neblinas y Brumas Durante los meses de invierno se forman, en la Costa Central y del Sur, las neblinas, al condensarse el vapor de agua que hay en el aire. La condensación se origina cuando el vapor de agua que hay en el aire entra en contacto con la superficie fría de la Costa y del Mar del Perú, dando origen a las neblinas o a las brumas, respectivamente. Ambos meteoros acuosos impiden la visibilidad. Muchos accidentes acontecen en las carreteras y en el mar, durante los meses de invierno, debido a la presencia de neblinas y brumas.
7.- Las Garúas y la Camanchaca Las nubes estratos y las neblinas dan origen a unas precipitaciones acuosas, muy finas, llamadas "garúas" en la Costa Central, y "camanchaca" en la Meridional. Estas precipitaciones se intensifican sobre las lomas.
8.- Los Vientos En la Costa Central y Meridional del Perú se observan dos clases de vientos: las brisas y "los paracas".
Las brisas son vientos suaves que se desplazan de mar a tierra y viceversa debido a la diferencia de presiones que hay entre ambos medios.
Las brisas de mar o virazón son vientos suaves que se desplazan, durante el día, de mar a tierra, debido a que sobre el mar la presión es alta y sobre la Costa la presión atmosférica es baja, por su rápido caldeamiento. Este viento refresca el ambiente costeño.
Las brisas de tierra o terral son vientos moderados que se desplazan durante las noches, de tierra a mar. En efecto, a la puesta del Sol se enfría rápidamente la superficie continental, tornándose en una zona de alta presión, desde donde se desplazan las masas de aire hacia el mar, convertida en zona de baja presión.
Los paracas son vientos un tanto fuertes y a veces violentos, que se desplazan durante el día, desde el Océano Pacífico hacia el Gran Tablazo de Ica, debido a la gran diferencia de presión que existe entre el mar y la superficie del desierto.
Por la fuerte radiación solar que llega hasta el Gran Tablazo de Ica, desde las primeras horas de la mañana, la arena que lo cubre se calienta rápidamente, transmitiendo gran parte de esa energía a las capas bajas de la atmósfera. De este modo se eleva la temperatura y se forma sobre el Gran Tablazo una zona de baja presión. Las masas frías de aire que reposan sobre el mar (zona de alta presión) avanzan durante el día, sobre el Gran Tablazo de Ica, poniendo en movimiento mucha arena, que llega hasta el Valle de Ica, en donde causa muchas molestias a la población. También se agitan las aguas del mar por el desplazamiento de esas masas de aire.
La intensidad del Paraca disminuye al atardecer, después de las 4 de la tarde, debido a que el continente, o mejor dicho el Gran Tablazo, pierde energía y se enfría rápidamente, convirtiéndose en zona de alta presión. Desde esta zona se desplazan las masas de aire, durante la noche, hacia el mar, fenómeno que recibe el nombre de brisas de tierra o terral.
9.- El Fenómeno del Niño En años con anomalías climáticas, como en el verano de 1983, la temperatura atmosférica en la Costa Central y Meridional se eleva considerablemente, por la incursión de aguas tropicales, procedentes del Norte, llevadas por la Corriente del Niño. Como consecuencia, se debilita el fenómeno de inversión térmica, y el vapor de agua que hay en el aire asciende sobre el flanco occidental, para dar origen a fuertes precipitaciones acuosas o lluvias que afectan a la población. El fenómeno del Niño o Corriente del Niño es la causa de esta anomalía climática.

### En España
Se da en algunas zonas de las Islas Canarias, principalmente en la costa de las islas, en el sur de Gran Canaria y Tenerife, por debajo de la cota 400 m y en Lanzarote y Fuerteventura. Está influido por los vientos alisios procedentes de África y por una corriente de agua fría llamada corriente de las Canarias. Las temperaturas, que no suelen superar los 30 Cº, oscilan alrededor de los 20 °C todo el año.
Las precipitaciones en estas zonas son escasas, raramente superan lo 300 mm, pero en La Palma, La Gomera, El Hierro, norte de Gran Canaria y Tenerife hay una mayor variabilidad de microclimas, más próximos al Clima subtropical húmedo, con precipitaciones que pueden superar los 600 mm en algunas zonas. En Canarias el factor altitud y orientación, a barlovento o sotavento, es determinante para explicar el tipo de microclima, por eso es que las islas más montañosas (las tres occidentales y las dos centrales ya indicadas), poseen multitud de microclimas que pueden variar desde el desértico hasta el de montaña, pasando por el subtropical húmedo.